# Lake McMurray (Ort)
Lake McMurray ist ein census-designated place (CDP) im Skagit County im US-Bundesstaat Washington. Zum United States Census 2010 hatte Lake McMurray 192 Einwohner. Es gehört zur Metropolitan Statistical Area Mount Vernon–Anacortes.
Auf Basis des Pro-Kopf-Einkommens rangiert Lake McMurray auf dem 43. Platz unter allen 522 verglichenen Gebieten in Washington. Lake MacMurray gehört zum Conway School District in Conway.

## Geschichte
McMurray wurde 1890 parzelliert, als die Eisenbahnstrecke bis zu diesem Punkt ausgebaut war. Ein Postamt wurde unter dem Namen McMurray 1890 gegründet und bis 1945 betrieben. Der nahegelegene See und der Ort tragen den Namen eines frühen Siedlers.

## Geographie
Nach dem United States Census Bureau nimmt der CDP eine Gesamtfläche von 2,7 km² ein, worunter 2,1 km² Land- und der Rest (19,42 %) Wasserflächen sind.

### Hauptverkehrsstraßen
- Interstate 5
- Washington State Route 9
- Washington State Route 534

## Demographie
Nach der Volkszählung von 2000 gab es in Lake McMurray 200 Einwohner, 83 Haushalte und 62 Familien. Die Bevölkerungsdichte betrug 94,2 pro km². Es gab 104 Wohneinheiten bei einer mittleren Dichte von 49 pro km².
Die Bevölkerung bestand zu 90 % aus Weißen, zu 0,5 % aus Afroamerikanern, zu 3,5 % aus Asiaten, zu 2 % aus Pazifik-Insulanern, zu 0,5 % aus anderen „Rassen“ und zu 3,5 % aus zwei oder mehr „Rassen“. Hispanics oder Latinos „jeglicher Rasse“ bildeten 0,5 % der Bevölkerung.
Von den 83 Haushalten beherbergten 31,3 % Kinder unter 18 Jahren, 65,1 % wurden von zusammen lebenden verheirateten Paaren, 4,8 % von alleinerziehenden Müttern geführt; 25,3 % waren Nicht-Familien. 22,9 % der Haushalte waren Singles und 12 % waren alleinstehende über 65-jährige Personen. Die durchschnittliche Haushaltsgröße betrug 2,41 und die durchschnittliche Familiengröße 2,79 Personen.
Der Median des Alters in der Stadt betrug 44 Jahre. 20,5 % der Einwohner waren unter 18, 5,5 % zwischen 18 und 24, 24,5 % zwischen 25 und 44, 33,5 % zwischen 45 und 64 und 16 65 Jahre oder älter. Auf 100 Frauen kamen 124,7 Männer, bei den über 18-Jährigen waren es 114,9 Männer auf 100 Frauen.
Alle Angaben zum mittleren Einkommen beziehen sich auf den Median. Das mittlere Haushaltseinkommen betrug 65.536 US$, in den Familien waren es 62.083 US$. Männer hatten ein mittleres Einkommen von 36.071 US$ gegenüber 39.375 US$ bei Frauen. Das Pro-Kopf-Einkommen betrug 29.051 US$. Keiner lebte unterhalb der Armutsgrenze.